# Saosjorje (Kaliningrad)
Saosjorje (russisch Заозёрье, deutsch Lapsau, Tharaunenkrug und Wangnicken, litauisch Lapsava, Taraunė und Vangininkai) ist ein Ort in der russischen Oblast Kaliningrad. Er liegt im Rajon  Gurjewsk und gehört zur kommunalen Selbstverwaltungseinheit Stadtkreis Gurjewsk.

## Geographische Lage
Saosjorje liegt am Ostufer des Tschisty Prud (ehemals Lauther Mühlenteich) an einer Nebenstraße, die von Pribreschnoje (Palmburg) an der russischen Fernstraße A 229 (ehemalige deutsche Reichsstraße 1, heute auch Europastraßen 28 und 77) über Dobroje (Groß Legden) nach Pridoroschnoje (Neu Droosden) an der Fernstraße A 190 führt. Eine Bahnanbindung besteht nicht.

## Geschichte

### Lapsau
Das ehemals Lapsau genannte Gutsdorf liegt sieben Kilometer östlich von Kaliningrad (Königsberg) und wurde bereits im Jahre 1322 gegründet. Im Jahre 1874 wurde der Ort in den damals neu errichteten Amtsbezirk (Preußen) Liep (russisch: Oktjabrskoje) eingegliedert und gehörte zum Landkreis Königsberg (Preußen) (1939 bis 1945 Landkreis Samland) im Regierungsbezirk Königsberg der preußischen Provinz Ostpreußen. Im Jahre 1910 zählte der Gutsbezirk Lapsau 123 Einwohner.
1927 wurde Lapsau in den neuen Amtsbezirk Lauth (russisch: Bolschoje Issakowo) umgegliedert. In den Jahren 1927 und 1928 wurde Lapsau zum größten Teil in die Landgemeinde Palmburg (russisch: Pribreschnoje),  und 1928 teilweise auch in die Landgemeinde Bulitten (russisch: Awangardnoje) eingemeindet.

### Tharaunenkrug
Der einst Tharaunenkrug genannte Gutsort ist zehn Kilometer von Kaliningrad entfernt. 1874 kam das kleine Gutsdorf in den Amtsbezirk Bulitten (russisch: Awangardnoje) und gehörte zum Landkreis Königsberg (Preußen) (1939 bis 1945 Landkreis Samland) im Regierungsbezirk Königsberg der preußischen Provinz Ostpreußen.
Bereits am 14. Mai 1886 wurde Tharaunenkrug in den Nachbargutsbezirk Rodmannshöfen (russisch: Kalinowka), am 30. September 1928 dann mit Rodmannshöfen nach Bulitten eingemeindet.

### Wangnicken
Das vor 1946 Wangnicken genannte Dorf liegt neun Kilometer östlich der Stadt Kaliningrad. 1874 wurde die Landgemeinde in den Amtsbezirk Bulitten eingegliedert und gehörte zum Landkreis Königsberg (Preußen) (1939 bis 1945 Landkreis Samland) der preußischen Provinz Ostpreußen. Ein Teil von Wangnicken kam 1914 zum Gutsbezirk Preußisch Arnau (russisch: Rodniki), endgültig dann am 15. November 1928 zur Landgemeinde Palmburg (russisch: Pribreschnoje). 

### Saosjorje
Nach der Eingliederung in die Sowjetunion wurde im Jahr 1947 der Ort Lapsau aufgrund seiner Lage am Lauther Mühlenteich in Saosjorje (deutsch etwa Amsee oder Hintersee) umbenannt. Gleichzeitig wurde der Ort Sitz eines Dorfsowjets und gelangte nach dessen Auflösung im Jahr 1954 in den Dorfsowjet Nisowski selski Sowet. Gemäß dem Ortsverzeichnis der Oblast Kaliningrad von 1976 werden auch die beiden Ortsstellen Tharaunenkrug und Wangnicken zu Saosjorje gezählt. Von 2008 bis 2013 gehörte Saosjorje zur Landgemeinde Nisowskoje selskoje posselenije und seither zum Stadtkreis Gurjewsk.

#### Saosjorski selski Sowet 1947–1954
Der Dorfsowjet Saosjorski selski Sowet (ru. Заозёрский сельский Совет) wurde im Juni 1947 eingerichtet. Im Jahr 1950 gab der Dorfsowjet einige Orte an den neu gebildeten Kutusowski selski Sowet ab. Im Jahr 1954 wurde der restliche Saosjorski selski Sowet in Bolscheissakowski selski Sowet umbenannt. Die Orte Saosjorje und Pribreschnoje gelangten (eventuell später) allerdings in den Nisowski selski Sowet.
| Ortsname                     | Name bis 1947/50 | Jahr der Umbenennung |
| ---------------------------- | ---------------- | -------------------- |
| Awangardnoje (Авангардное)   | Bulitten         | 1947                 |
| Issakowo (Исаково)           | Lauth            | 1947                 |
| Malo-Issakowo (Мало-Исаково) | (Krug) Lauth     | 1947                 |
| Pribreschnoje (Прибрежное)   | Palmburg         | 1947                 |
| Saosjorje (Заозёрье)         | Lapsau           | 1947                 |
| Wassilkowo (Васильково)      | Neudamm          | 1947                 |
| Wladimirowo (Владимирово)    | Bladau           | 1950                 |

## Kirche
Alle drei Orte Lapsau, Tharaunenkrug und Wangnicken waren mit ihrer überwiegend evangelischen Bevölkerung vor 1945 in das Kirchspiel Neuhausen (russisch: Gurjewsk) eingepfarrt. Es gehörte zum Kirchenkreis Königsberg-Land II in der Kirchenprovinz Ostpreußen der Kirche der Altpreußischen Union. Der letzte deutsche Geistliche war Pfarrer Herbert Schott.
Heute liegt die Siedlung Saosjorje im Einzugsbereich der evangelisch-lutherischen Auferstehungskirche in Kaliningrad (Königsberg). Sie ist die Hauptkirche der Propstei Kaliningrad der Evangelisch-lutherischen Kirche Europäisches Russland (ELKER).

## Persönlichkeiten

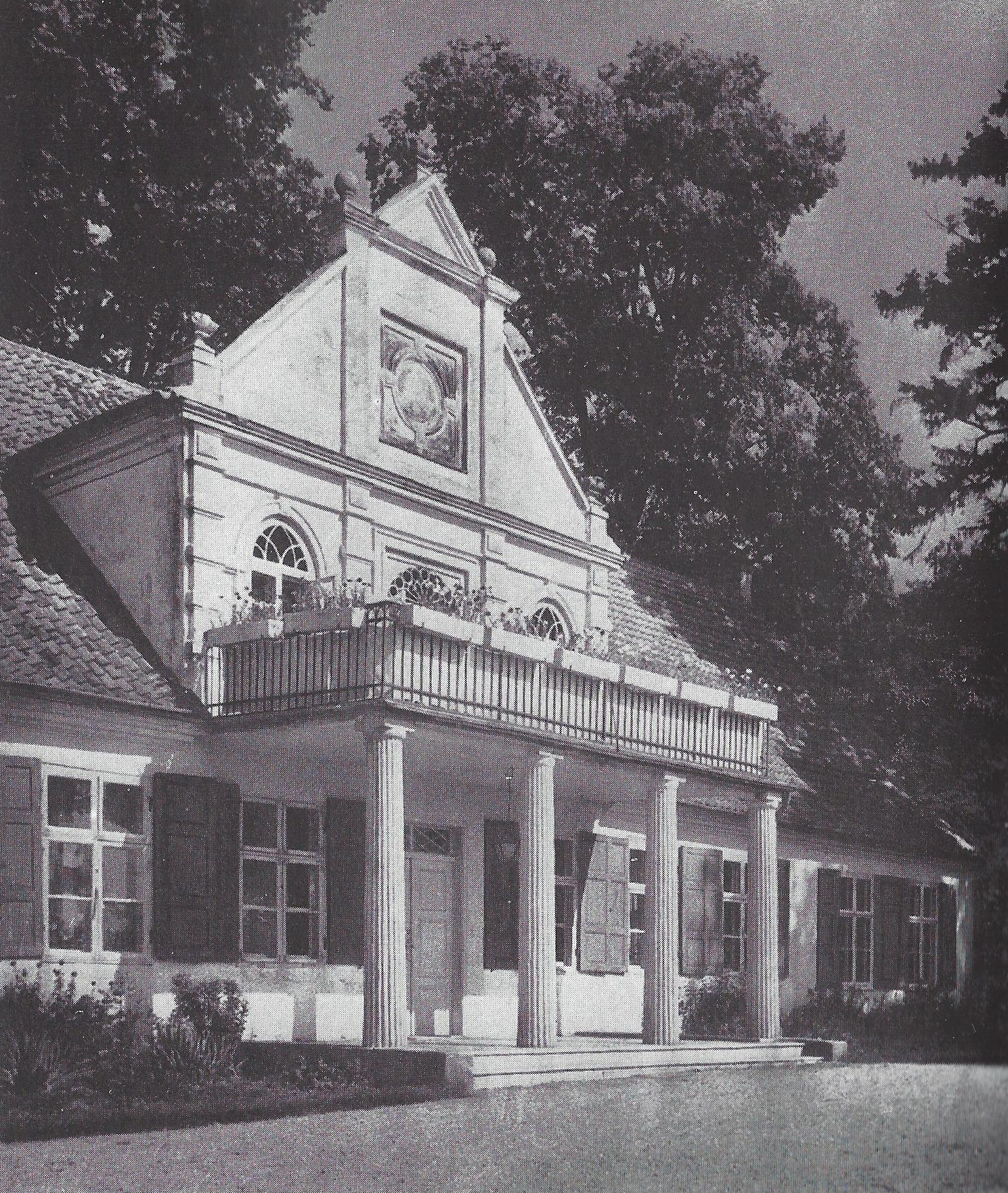
Gut Lapsau

- Max von Pawlowski (1849–1918), preußischer Generalleutnant